# Keltenbracke
Mit Keltenbracke oder auch Segusier (nach dem keltischen Volksstamm der Segusianer) werden die hypothetischen Vorfahren der heutigen westlichen Bracken, einem Typ von Jagdhunden, bezeichnet. Die Keltenbracken selbst sind ausgestorben. Der Grieche Flavius Arrianus, der sogenannte „Jüngere Xenophon“ beschrieb diesen Hundetyp, Canis segusius, schon im zweiten Jahrhundert nach Chr. in seinem Werk Kynegetikos (Der Hundeführer), ferner erwähnte er, dass dieser Hund seinen Namen von dem keltischen Volksstamm der Segusianer habe, die damals an den Abhängen der Cottischen Alpen in den heutigen Départements Rhone und Loire siedelten, also um Lyon (Lugdunum).
Zahlreiche heutige Laufhundrassen, insbesondere Bracken, von England über den deutschsprachigen Raum und Frankreich bis Italien, Spanien und zum Balkan werden als Nachfahren der Keltenbracke betrachtet.